# Glanz (Gemeinde Matrei in Osttirol)
Glanz ist eine Fraktion der Marktgemeinde Matrei in Osttirol. Die Ortschaft am Glanzer Berg mit dem zugehörigen Weiler Presslab hat 96 Einwohner (Volkszählung 2001).

## Geographie
Glanz liegt nordöstlich des Matreier Marktes oberhalb der Ortschaft Hinterburg an den sonnenseitigen Hängen des Matreier Talkessels. Der Hauptteil der Siedlung befindet sich rechtsseitig des Bretterwandbaches am Glanzer Berg und wird von einem kleinen Bach durchflossen, der in den Bretterwandbach mündet. Zu Glanz gehört aber auch der Weiler Presslab, der linksseitig des Bretterwandbaches in einer Höhe von 1.595 Metern liegt. Nahe den beiden Siedlungen liegt der Falkenstein mit einem bekannten Klettergarten. Glanz ist Teil der Katastralgemeinde Matrei in Osttirol Land.
Glanz ist über eine kurvenreiche Straße erreichbar, die von der Felbertauernstraße (B 108) nach Osten abzweigt. Die Straße führt über Hinterburg mit den letzten Höfen Innerlumasegger und Außerlumasegger nach Glanz. Forstwege führen von Glanz weiter zur Wallische Hütte und zu den Almen Ranzen (Edelweißwiesen). Der Weiler Presslab ist hingegen nur über Klaunz erreichbar.

## Geschichte
Auf Grund der Steilheit des Geländes auf dem sonnseitigen Glanzer Berg gibt es keinen einheitlichen Siedlungsverband. Zudem war es in früherer Zeit wichtig, die steilen Felder und Äcker in nächster Nähe des Hofes zu haben. Deshalb findet man in Glanz mehrere Einzelgehöfte sowie kleinere Nachbarschaften mit höchstens zwei oder drei Bauernhöfen.
Den Bewohnern von Preßlab etwa 620 Meter über dem Markt fiel einst die Aufgabe zu, die Bewohner des Marktes vor dem Ausbruch des Bretterwandbaches zu warnen. Mittels eines großen Tuches, oder bei Nebel durch Böllerschüsse warnten sie die Marktbewohner, wenn Abbrüche an der Bretterwand zu hören oder zu sehen waren. Die Zeit bis zum Eintreffen der Schuttmassen konnten die Marktbewohner dann nutzen, um die Brücken über den Bretterwandbach abzutragen und die Lücken in der Schutzmauer zu schließen.
Ende des 19. Jahrhunderts existierten in Glanz mit den Hofstellen Maschgl, Honser, Simeter, Lenzen, Walzen, Schmutzer, Köfler, Lackner, Egger, Gewülz, Oberrainer, Unterrainer, Trager, Gruber, Außerzumögg, Innerzumögg, Innerpreßlab, Oberpreßlab, Mitterpreßlab, Außerpreßlab und Einfang noch 21 Hofstellen. Von ihnen haben sich heute noch die Höfe Oberroaner, Unterroaner, Schmutzer, Köfler, Lackner, Walzen, Hanser, Maschgl, Außerzupnig, Innerpresslab und Außerpresslab erhalten.

## Kapellen

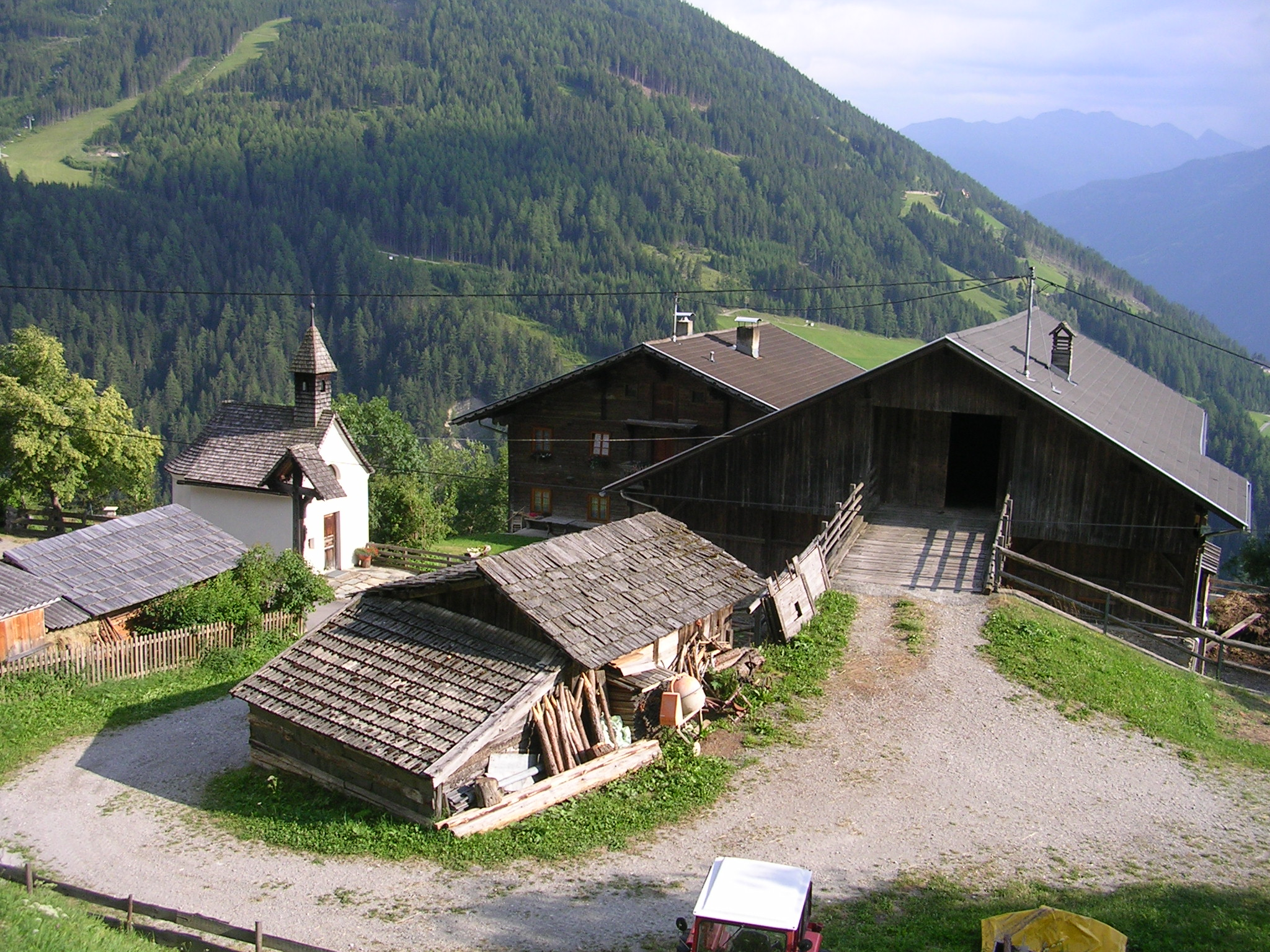
Der Lacknerhof (Glanz 8) mit Kapelle

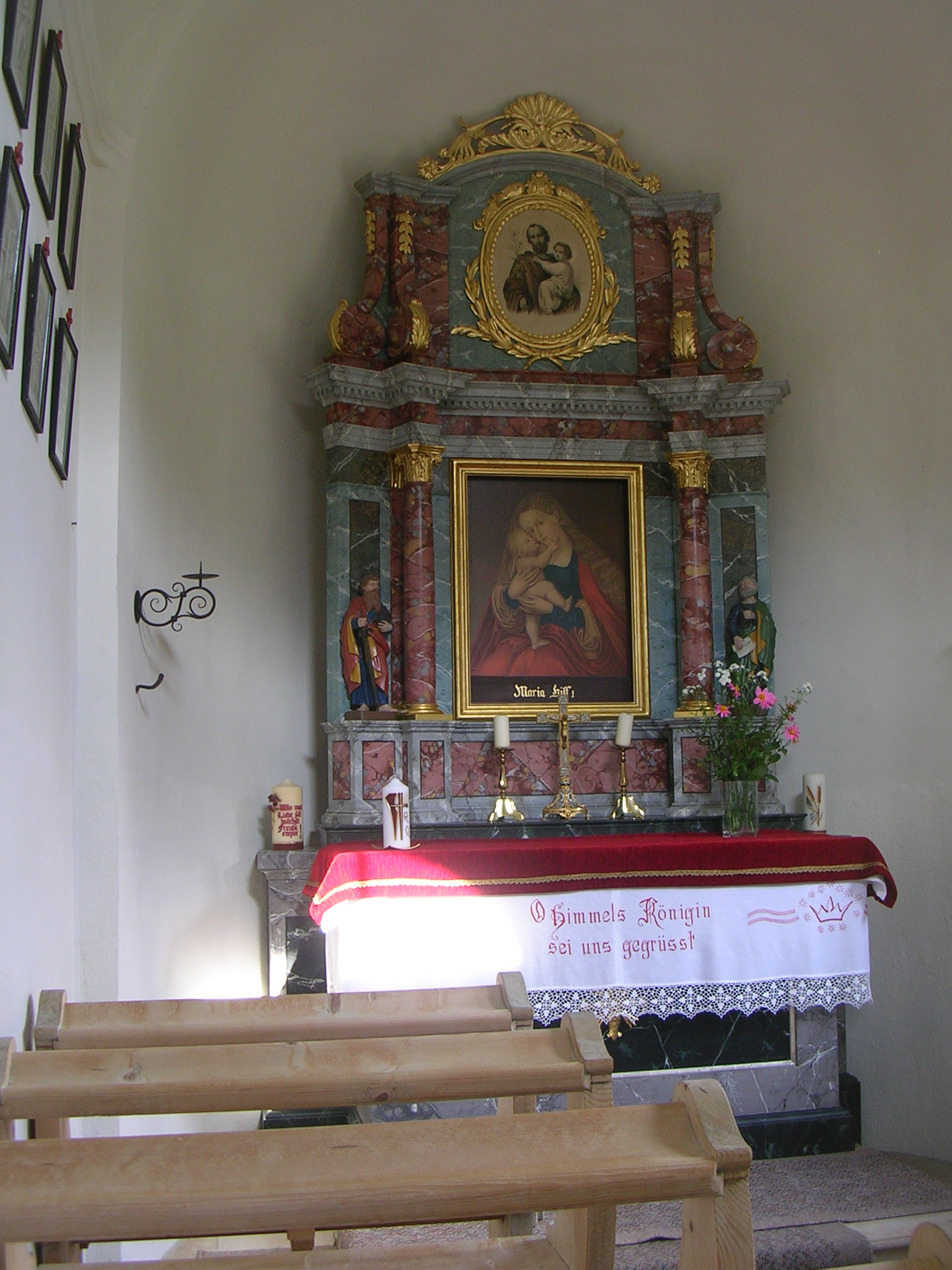
Innenansicht des Lackner Kirchleins

### Lackner Kirchle
Das Lackner Kirchle liegt neben dem Lacknerhof (Glanz 8) in einer Höhe von 1.445 Metern und stammt aus der zweiten Hälfte des 18. Jahrhunderts. Es ist "Mariä Heimsuchung" geweiht. Der Überlieferung nach wurde die Kapelle errichtet, nachdem die zwei Söhne Alban und Andrä der hier ansässigen Familie "Lackner" (geb. Trager) schwer erkrankt waren. Nachdem Andrä gestorben war, schwor der Vater die Errichtung eines Kirchleins für den Fall, dass Alban überleben würde und erfüllte sein Versprechen nach der Genesung seines Sohnes.

### Roaner Kapelle
Die Roaner Kapelle liegt auf einer Höhe von etwa 1.435 Metern und stammt aus der ersten Hälfte des 19. Jahrhunderts. Sie ist dem Heiligen Sebastian geweiht und entstand der Legende nach auf Grund eines Gelübdes der alten Roanabäuerin, die die Steine für den Rohbau in ihrer Schürze zusammentrug. Die schlichte Kapelle verfügt über einen kleinen Altar mit einfachem Aufbau aus dem 19. Jahrhundert. Dieser ist mit dem Altarbild "Maria hilf", zwei Engeln sowie den Statuen der Apostel Paulus und Petrus geschmückt. Das Aufsatzbild zeigt den heiligen Sebastian. Die Glocke der Kapelle stammt aus dem Jahre 1949 und trägt die Inschrift: "St. Anna Mutter du, führe uns dem Himmel zu." In den Jahren 1988/89 wurde die Kapelle unter dem Dekan Holaus Innen und Außen renoviert, zudem wurden 1992 neue Kreuzwegstationen aufgestellt. Eine Nothelfertafel und eine Statue des Heiligen Sebastian wurden gespendet, 2001 wurde der Altar renoviert und neu vergoldet. Die Turmspitze ziert eine goldene Kugel mit Kreuz und Wetterhahn, die 2003 von einem einheimischen Kunstschmied gefertigt wurden.

### Preßlaber Kapelle
Die Kapelle im Weiler Preßlab wurde 1991 errichtet. Es handelt sich dabei um eine kleine, modern gestaltete Kapelle mit einem großen Fenster hinter dem Altartisch, der den Blick auf die umliegende Bergwelt freigibt. Die Kapelle wurde von Studenten und Freunden von Prälat Hubert Schachinger aus Wien erbaut, der 25 Jahre seine Urlaube in Preßlab verbrachte und hier ein Ferienheim für seine Studenten gründete.